# Nickelbach
Der Nickelbach ist ein rechter Zufluss des Aubachs in der Gemeinde Vogtareuth in Oberbayern.

## Geographie
Der Nickelbach entsteht im Burgermoos westlich des Hofstätter Sees. Über den Seegraben ist dieser mit dem Rinssee verbunden. Ab dessen Ablauf wird das Gewässer als Nickelbach bezeichnet und fließt weiter mit sehr geringem Gefälle ostwärts. Nach einem Knick nach Norden vereint sich der Nickelbach mit dem Aubach und mündet nach wiederum kurzem Lauf in die Söchtenauer Achen.